# 弗拉基米尔·奥列戈维奇·波塔宁

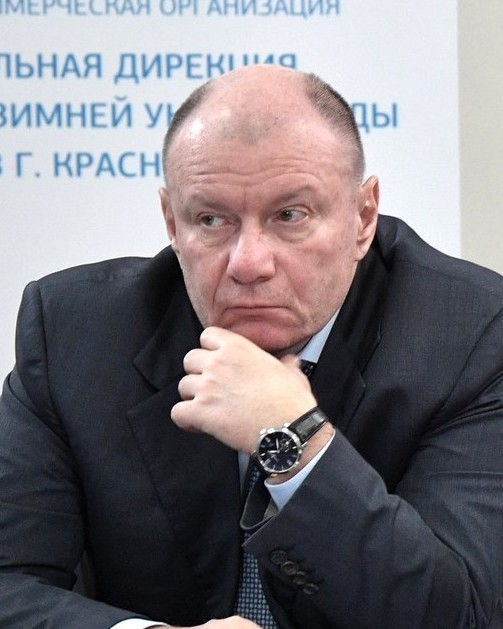
弗拉基米尔·波塔宁

弗拉基米尔·奥列戈维奇·波塔宁（俄语：Влади́мир Оле́гович Пота́нин，1961年1月3日—），是俄罗斯联邦金融寡头之一，诺尔里斯克镍矿公司董事长，1993年创办联合进出口银行，他在 1990 年代初至中期通過俄羅斯備受爭議的股票貸款計劃獲得了財富。之后曾被鲍里斯·尼古拉耶维奇·叶利钦聘为政府顾问，并出任过俄罗斯联邦第一副总理，协助推动休克疗法，主导设计了“贷款换股份”计划。2018 年 1 月，波塔寧出現在美國財政部的“普京名單”上，該名單包含 210 名與俄羅斯總統弗拉基米爾·普京關係密切的人。FBI 於 2018 年 7 月宣布，ByteGrid 是一家與存儲馬里蘭州選舉委員會數據簽訂合同的數據解決方案提供商，由波塔寧投資的一家私募股權公司擁有。 美國國土安全部的國家網絡安全和通信集成中心發布的追溯調查報告沒有發現 MDSBE 公司網絡已被入侵的跡象。 作為預防措施，該合同已被轉移到 Intelishift。根據彭博億萬富翁指數，截至 2022 年 3 月，他是俄羅斯最富有的人，也是世界上第 58 位最富有的人，[1] 據估計淨資產為 244 億美元。 [1]他的長期商業夥伴是米哈伊爾·普羅霍羅夫，直到他們決定在 2007 年分道揚鑣。隨後，他們將共同資產置於控股公司 Folletina Trading，直到他們的資產分割達成一致。